# 缅甸掸邦东部第四特区和平与团结委员会
缅甸掸邦东部第四特区和平与团结委员会，原簡稱和团会，现简称和团委，是缅甸掸邦东部第四特区的一個政治組織，現為第四特區的最高領導機構，事實上扮演著唯一執政黨的角色。
1989年4月19日緬共815軍區司令吳再林宣佈脫離緬共後，宣佈成立「撣邦東部軍政委員會」，接管了815軍區的權力。6月30日，吳再林與緬甸政府達成停火的和平協議，緬甸政府以其統治的區域設立撣邦東部第四特區。2005年，「軍政委員會」改为「和平与团结委员会」。
和团会主席为吴再林（汉名林明贤）。2007年1月，和团会新设书记处，由吴再林之子吴腾林（U Htein Lin，汉名林道德）担任总书记。。吳再林因為「身體原因」退居二線，事務多由吳騰林處理。
现任和团会领导成员有：主席吴再林，副主席吴桑柏、吴尚路、吴腾林，常委罗长保、秘书长吴吉敏、常委李正龙、吴康貌、吴再迪，书记处秘书长阿六。。
缅甸掸邦东部第四特区和平与团结委员会是联邦政治谈判协商委员会（FPNCC）的成員，該委員會是由緬甸七個民族武裝組織組成的政治談判小組。